# Franleu
Franleu est une commune française située dans le département de la Somme, en région Hauts-de-France.
Depuis juillet 2020, la commune fait partie du parc naturel régional Baie de Somme - Picardie maritime.
La commune fait aussi partie des villages labellisés Pays d'art et d'histoire qui œuvrent à mettre en avant leur patrimoine,.

## Géographie

### Localisation
Franleu est un village picard du Vimeu.
À vol d'oiseau, la localité est située à 5 km au nord-est de Feuquières-en-Vimeu, 7 km à l'est de Friville-Escarbotin, 10 km au sud de Saint-Valery-sur-Somme, 14 km à l'ouest d'Abbeville, 17 km au nord-est d'Eu-Le Tréport et à 52 km au nord-ouest d'Amiens.
Le territoire de la commune est limitrophe de ceux de sept communes.
Les communes limitrophes sont  Acheux-en-Vimeu, Arrest, Chépy, Mons-Boubert, Ochancourt, Quesnoy-le-Montant et Valines.

### Hydrographie
La commune est située dans le bassin Artois-Picardie. Elle n'est drainée par aucun cours d'eau.

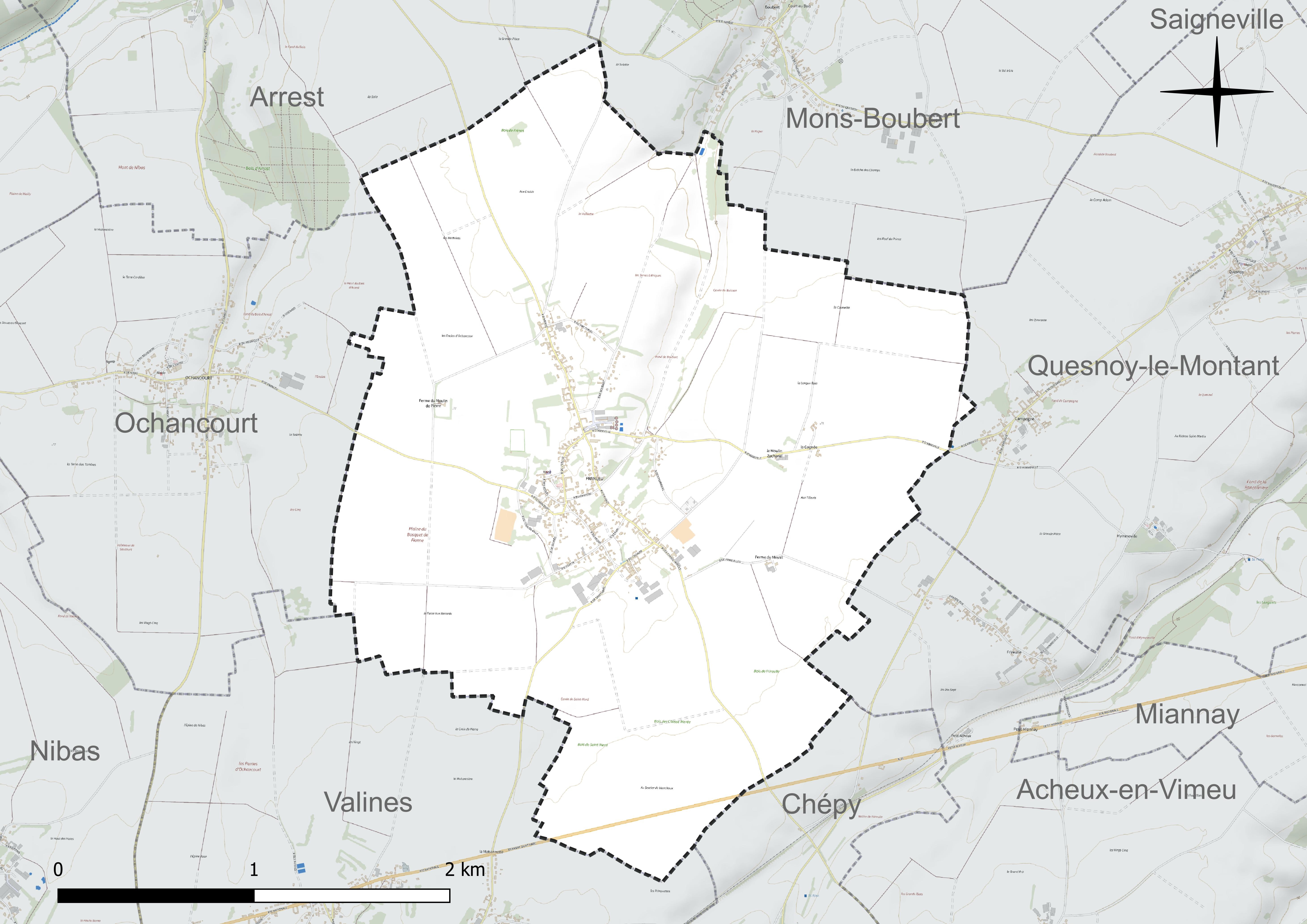
Réseau hydrographique de Franleu.

### Climat
Pour des articles plus généraux, voir Climat des Hauts-de-France et Climat de la Somme.
En 2010, le climat de la commune est de type climat océanique franc, selon une étude du CNRS s'appuyant sur une série de données couvrant la période 1971-2000. En 2020, Météo-France publie une typologie des climats de la France métropolitaine dans laquelle la commune est exposée à un climat océanique et est dans la région climatique Côtes de la Manche orientale, caractérisée par un faible ensoleillement (1 550 h/an) ; forte humidité de l'air (plus de 20 h/jour avec humidité relative > 80 % en hiver), vents forts fréquents.
Pour la période 1971-2000, la température annuelle moyenne est de 10,4 °C, avec une amplitude thermique annuelle de 13,3 °C. Le cumul annuel moyen de précipitations est de 851 mm, avec 12,7 jours de précipitations en janvier et 8,5 jours en juillet. Pour la période 1991-2020, la température moyenne annuelle observée sur la station météorologique la plus proche, située sur la commune d'Abbeville à 14 km à vol d'oiseau, est de 11,0 °C et le cumul annuel moyen de précipitations est de 806,2 mm,. Pour l'avenir, les paramètres climatiques de la commune estimés pour 2050 selon différents scénarios d'émission de gaz à effet de serre sont consultables sur un site dédié publié par Météo-France en novembre 2022.

## Urbanisme

### Typologie
Au 1er janvier 2024, Franleu est catégorisée commune rurale à habitat dispersé, selon la nouvelle grille communale de densité à sept niveaux définie par l'Insee en 2022.
Elle est située hors unité urbaine. Par ailleurs la commune fait partie de l'aire d'attraction de Friville-Escarbotin, dont elle est une commune de la couronne,. Cette aire, qui regroupe 33 communes, est catégorisée dans les aires de moins de 50 000 habitants,.

### Occupation des sols
L'occupation des sols de la commune, telle qu'elle ressort de la base de données européenne d'occupation biophysique des sols Corine Land Cover (CLC), est marquée par l'importance des territoires agricoles (92,3 % en 2018), une proportion identique à celle de 1990 (92,3 %). La répartition détaillée en 2018 est la suivante : 
terres arables (78,4 %), prairies (13,8 %), zones urbanisées (7,7 %), zones agricoles hétérogènes (0,1 %). L'évolution de l'occupation des sols de la commune et de ses infrastructures peut être observée sur les différentes représentations cartographiques du territoire : la carte de Cassini (XVIIIe siècle), la carte d'état-major (1820-1866) et les cartes ou photos aériennes de l'IGN pour la période actuelle (1950 à aujourd'hui).

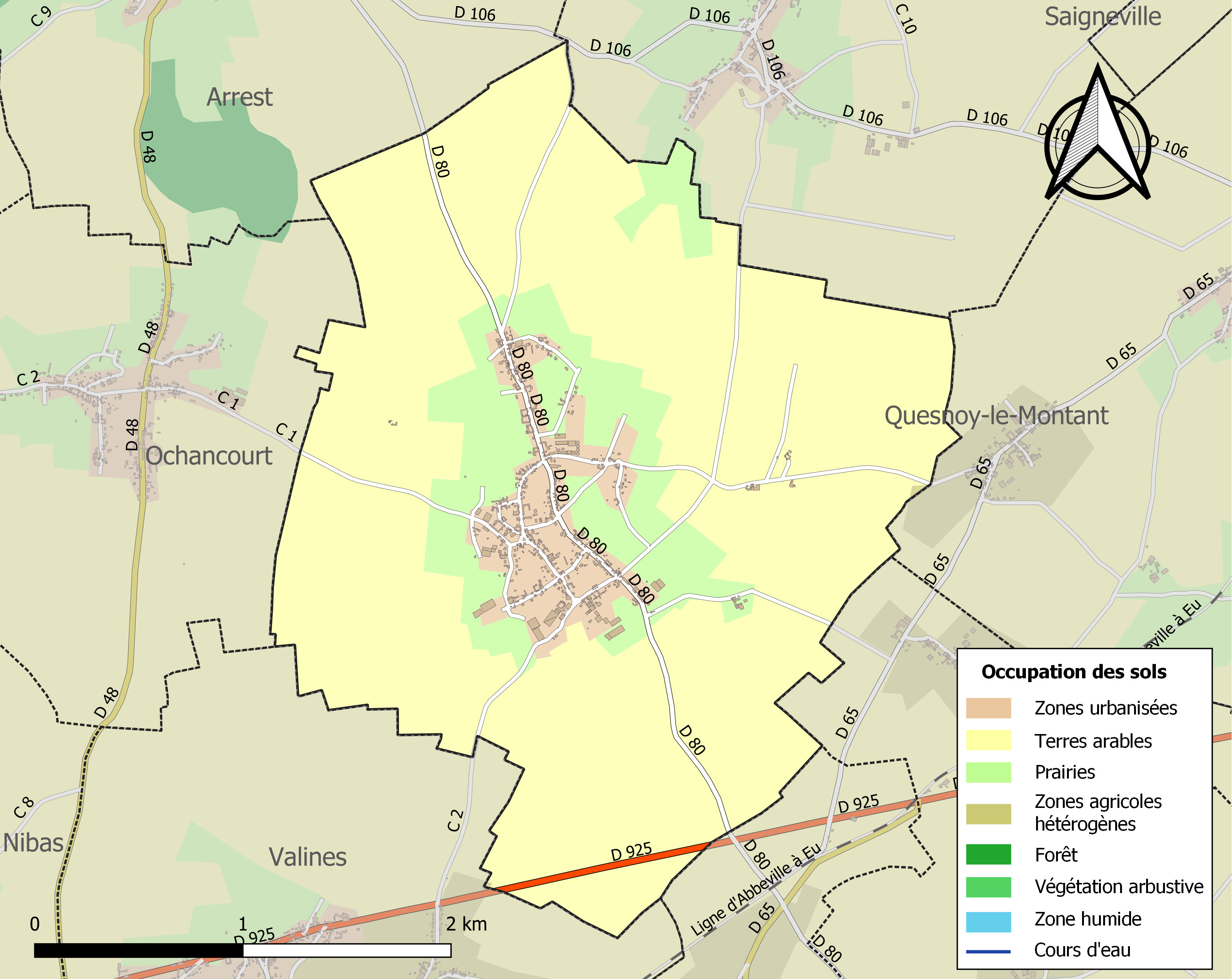
Carte des infrastructures et de l'occupation des sols de la commune en 2018 (CLC).

### Voies de communication et transports
En 2019, Franleu est desservi par la ligne d'autocars no 2 (Mers-les-Bains - Friville - Abbeville) et la ligne no 8 du réseau Trans'80, Hauts-de-France, chaque jour de la semaine sauf le dimanche et les jours fériés.

## Toponymie
Le nom de la localité est attesté sous les formes Francorum locus en 861 ; Fransleus en 1146 ; Franslues en 1166 ; Franleu en 1175 ; Franlus en 1176 ; Franlues en 1301 ; Francus-locus en 1320 ; Franleux en 1475 ; Franlieu en 1610 ; Fransleux en 1648 ; Fransleu en 1638 ; Francleu en 1696 ; Clanleu en 1701 ; Frans-Leux en 1753 ; Franleuse en 1764.
Les érudits du passé, tel dom Grenier, y ont vu un Francorum locus « lieu des Francs ».
Il s'agit plus vraisemblablement de l'ancien picard franc + leu « lieu », d'où le sens global « lieu franc » c'est-à-dire « lieu jouissant de franchise »,. Cette formation toponymique est analogue à celle de Fransart « terre libre défrichée » dans le même département,.

## Histoire

### Ancien Régime
Au XVIIIe siècle, le village de Franleu, du bailliage d'Abbeville, tiers en Ponthieu comptait soixante-dix-huit maisons, mille six cent quinze journaux de terre, relevait du doyenné de Saint-Valery. Valines était sa succursale[réf. nécessaire].

### Époque contemporaine
En mai 1825, un incendie ravage plusieurs maisons. Son importance émeut la duchesse de Berry qui adresse 200 francs au sous-préfet d'Abbeville pour soulager les familles les plus éprouvées.
En 1828, la communauté des sœurs de la Sainte-Famille d'Amiens bénéficie de dons provenant de Franleu, accordés par un propriétaire d'une part, Sanson de Frière qui lui cède un terrain sur lequel s'élève un bâtiment, et par la fabrique de la paroisse d'autre part, qui lui alloue 1 200 francs.
En 1838, la foudre tombe sur l'église et endommagea le clocher.
Seconde Guerre mondiale
Au début de la Seconde Guerre mondiale, lors de la Bataille d'Abbeville, du 1er au 6 juin 1940 les soldats du 7th Bn Argyll & Sutherland Highlanders se retranchent dans Franleu. Après plusieurs combats dans le village, les Écossais réussissent à traverser l'encerclement allemand, au prix de plusieurs victimes dans leurs rangs, et de la mort de plusieurs civils.
Un vitrail de l'église signé du maitre-verrier amiénois, Pierre Pasquier rend hommage aux victimes de mai-juin 1940.

## Politique et administration

### Rattachements administratifs et électoraux
Rattachements administratifs
La commune se trouve  dans l'arrondissement d'Abbeville du département de la Somme.
Après avoir été chef-lieu de canton de 1793 à 1801, Franleu faisait partie depuis lors  du canton de Saint-Valery-sur-Somme. Dans le cadre du redécoupage cantonal de 2014 en France, cette circonscription administrative territoriale a disparu, et le canton n'est plus qu'une circonscription électorale.
Rattachements électoraux
Pour les élections départementales, la commune fait partie depuis 2014 du canton d'Abbeville-2
Pour l'élection des députés, elle fait partie de la troisième circonscription de la Somme.

### Intercommunalité
Franleu était membre de la communauté de communes Baie de Somme Sud, un établissement public de coopération intercommunale (EPCI) à fiscalité propre créé fin 1997 et auquel la commune avait transféré un certain nombre de ses compétences, dans les conditions déterminées par le code général des collectivités territoriales.
Dans le cadre des dispositions de la loi portant nouvelle organisation territoriale de la République du 7 août 2015, qui prévoit que les établissements publics de coopération intercommunale (EPCI) à fiscalité propre doivent avoir un minimum de 15 000 habitants, celle-ci fusionne avec ses voisines pour former, le 1er janvier 2020, la communauté d'agglomération de la Baie de Somme dont Franleu est désormais membre.

### Liste des maires
| Période                                  | Période                      | Identité              | Étiquette | Qualité                               |
| ---------------------------------------- | ---------------------------- | --------------------- | --------- | ------------------------------------- |
| Les données manquantes sont à compléter. |                              |                       |           |                                       |
| mai 1912                                 | mai 1935                     | Louis Rasse           | gauche    | Victime civile de la guerre 1939-1945 |
| mai 1935                                 | octobre 1947                 | Joseph Rasse          | gauche    |                                       |
| octobre 1947                             | mars 1959                    | Arsène (Joseph) Rasse | gauche    |                                       |
| mars 1959                                | mars 1989                    | Pierre Rasse          | gauche    |                                       |
| mars 1989                                | mars 2014                    | Lionel Rasse          |           | Commerçant                            |
| mars 2014                                | En cours (au 8 octobre 2020) | Bertrand Martel       |           | Réélu pour le mandat 2020-2026,       |

## Population et société

### Démographie

#### Évolution démographique
L'évolution du nombre d'habitants est connue à travers les recensements de la population effectués dans la commune depuis 1793. Pour les communes de moins de 10 000 habitants, une enquête de recensement portant sur toute la population est réalisée tous les cinq ans, les populations de référence des années intermédiaires étant quant à elles estimées par interpolation ou extrapolation. Pour la commune, le premier recensement exhaustif entrant dans le cadre du nouveau dispositif a été réalisé en 2005.

En 2022, la commune comptait 507 habitants, en évolution de −6,63 % par rapport à 2016 (Somme : −1,26 %, France hors Mayotte : +2,11 %).
| 1793 | 1800 | 1806 | 1821 | 1831 | 1836 | 1841 | 1846 | 1851 |
| ---- | ---- | ---- | ---- | ---- | ---- | ---- | ---- | ---- |
| 714  | 674  | 696  | 672  | 705  | 720  | 721  | 723  | 691  |

| 1856 | 1861 | 1866 | 1872 | 1876 | 1881 | 1886 | 1891 | 1896 |
| ---- | ---- | ---- | ---- | ---- | ---- | ---- | ---- | ---- |
| 704  | 758  | 771  | 723  | 695  | 647  | 660  | 648  | 665  |

| 1901 | 1906 | 1911 | 1921 | 1926 | 1931 | 1936 | 1946 | 1954 |
| ---- | ---- | ---- | ---- | ---- | ---- | ---- | ---- | ---- |
| 614  | 584  | 561  | 485  | 510  | 457  | 442  | 471  | 481  |

| 1962 | 1968 | 1975 | 1982 | 1990 | 1999 | 2005 | 2006 | 2010 |
| ---- | ---- | ---- | ---- | ---- | ---- | ---- | ---- | ---- |
| 497  | 515  | 571  | 550  | 514  | 523  | 501  | 505  | 513  |

| 2015 | 2020 | 2022 | - | - | - | - | - | - |
| ---- | ---- | ---- | - | - | - | - | - | - |
| 536  | 519  | 507  | - | - | - | - | - | - |

Le maximum de la population a été atteint en 1866 avec 771 habitants.

#### Pyramide des âges
En 2018, le taux de personnes d'un âge inférieur à 30 ans s'élève à 35,9 %, soit en dessous de la moyenne départementale (36,4 %). De même, le taux de personnes d'âge supérieur à 60 ans est de 25,6 % la même année, alors qu'il est de 26,0 % au niveau départemental.
En 2018, la commune comptait 269 hommes pour 272 femmes, soit un taux de 50,28 % de femmes, légèrement inférieur au taux départemental (51,49 %).
Les pyramides des âges de la commune et du département s'établissent comme suit.
| Hommes | Classe d’âge | Femmes |
| ------ | ------------ | ------ |
| 0,0    | 90 ou +      | 1,1    |
| 6,2    | 75-89 ans    | 11,1   |
| 18,6   | 60-74 ans    | 14,2   |
| 21,3   | 45-59 ans    | 19,9   |
| 17,8   | 30-44 ans    | 18,0   |
| 15,1   | 15-29 ans    | 18,8   |
| 20,9   | 0-14 ans     | 16,9   |

| Hommes | Classe d’âge | Femmes |
| ------ | ------------ | ------ |
| 0,6    | 90 ou +      | 1,8    |
| 6,7    | 75-89 ans    | 9,4    |
| 17,2   | 60-74 ans    | 18,1   |
| 19,8   | 45-59 ans    | 19,1   |
| 18,2   | 30-44 ans    | 17,5   |
| 19,4   | 15-29 ans    | 18     |
| 18,2   | 0-14 ans     | 16,2   |

### Enseignement
Jusqu'en juin 2019, la commune faisait partie d'un regroupement pédagogique intercommunal (RPI), géré par un syndicat intercommunal à vocation scolaire, (SISCO), qui regroupait les écoles de trois communes : Franleu, Ochancourt et Valines.
En 2019, un nouveau RPI est créé, associant les communes de Boismont, Franleu, Mons-Boubert et Saigneville. À la rentrée de septembre, deux classes de maternelle seront à Mons-Boubert, les autres communes accueilleront une classe élémentaire. La communauté d'agglomération Baie de Somme attend 110 enfants à la rentrée de septembre. Un service de repas pour  le midi sera mis en place dans chaque collectivité

## Culture locale et patrimoine

### Lieux et monuments
- La mairie est non loin de l'église. Contrairement à beaucoup d'autres villages, ce n'est pas une grande place qui les sépare mais une petite rue.
- Église Saint-Martin[39],[40],[41] : 
L'église était autrefois plus vaste et comportait deux bas-côtés ; celui du nord n'existe plus. L'édifice est principalement en pierre. Son chevet à cinq pans est en brique. Il a été inscrit à l'inventaire supplémentaire des monuments historiques en 2014[42]

- Monuments dans le périmètre de l'ancien cimetière 
Comme partout ailleurs, le cimetière d'origine entourait autrefois l'église. Depuis le transfert imposé par l'administration préfectorale et pour suivre les recommandations relatives à l'hygiène, le cimetière actuel se trouve à la sortie du village, en direction de Campagne et de Quesnoy-le-Montant.
  - Tombes subsistant près de l'église : Les seules tombes sont celles de Benoît Alexandre Gabriel de Bonijol du Brau (décédé le 21 mars 1887, à 77 ans) et de Jeanne Gabrielle Josèphe Marie de Bonijol du Brau (décédée le 10 juillet 1906, à 30 ans). Des écus sont accolés.
  - Croix sur fût de pierre : Une grande croix remarquable, en pierre, est formée d'un fût cylindrique, monolithe, sur un pied qui passe du cylindre à l'octogone.
  - Tombes militaires : L'autre entrée (face à la mairie) permet d'accéder directement, à gauche, aux tombes des soldats britanniques morts pour la libération de la France pendant la Seconde Guerre mondiale. Les 28 stèles sont dressées sur deux lignes, contre la clôture nord du périmètre de l'ancien cimetière, face à l'église.
  - Monument aux morts et stèle : 
Juste à l'entrée principale avec ses quelques marches, sur la gauche et un peu en avant des deux tombes restées, se dresse le monument aux morts, dédié aux soldats et civils tués lors des deux guerres mondiales. Il est de facture assez sobre et décoré d'une simple et très classique Croix de guerre 1914-1918 qui le surmonte.
Sur la droite, près du chevet de l'église, une stèle dédiée à la mémoire des anciens combattants d'Algérie, de Tunisie et du Maroc fut inaugurée le 11 novembre 2004.

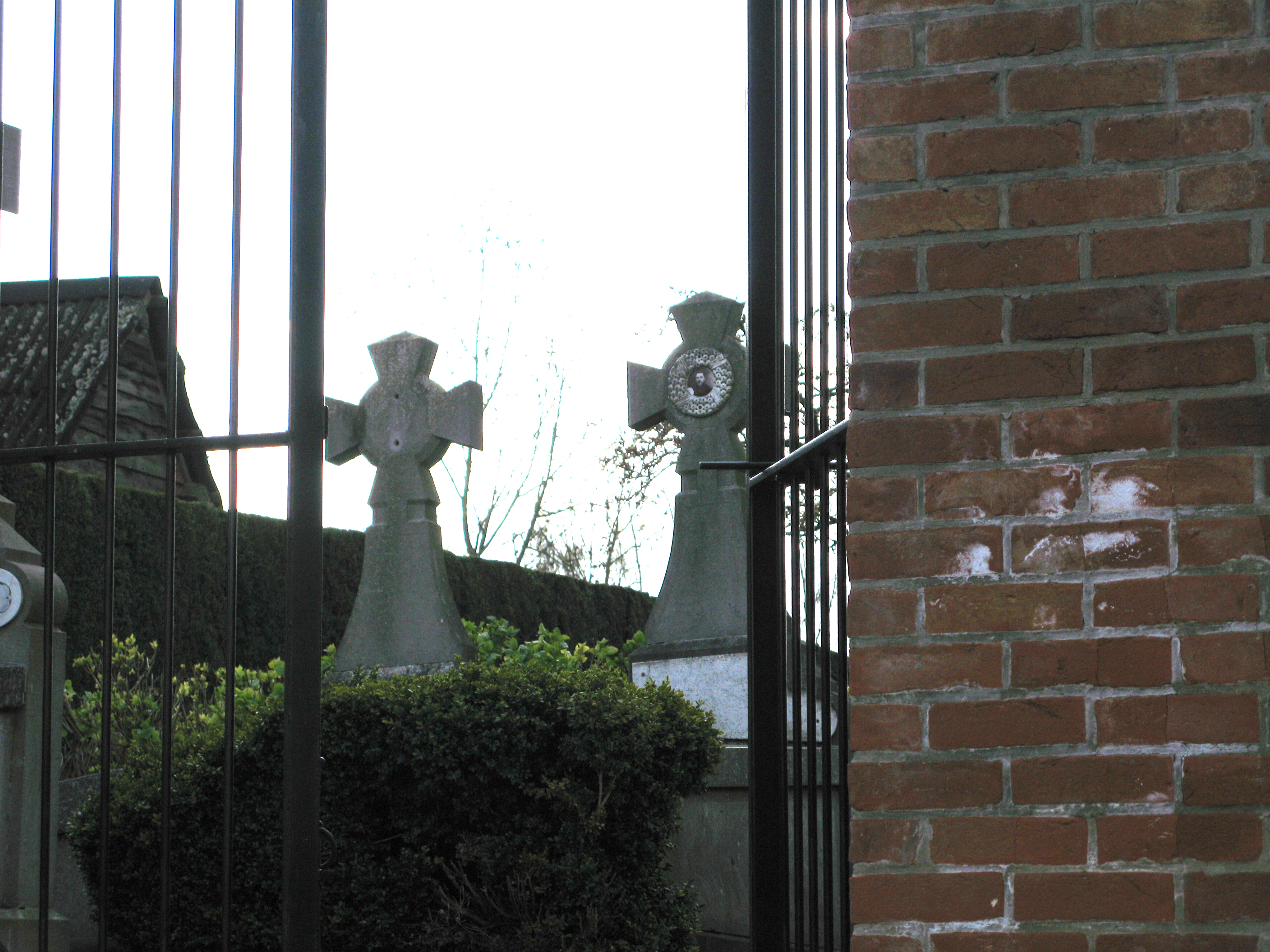
L'entrée principale de l'ancien cimetière, pratiquement à l'arrière de l'église.
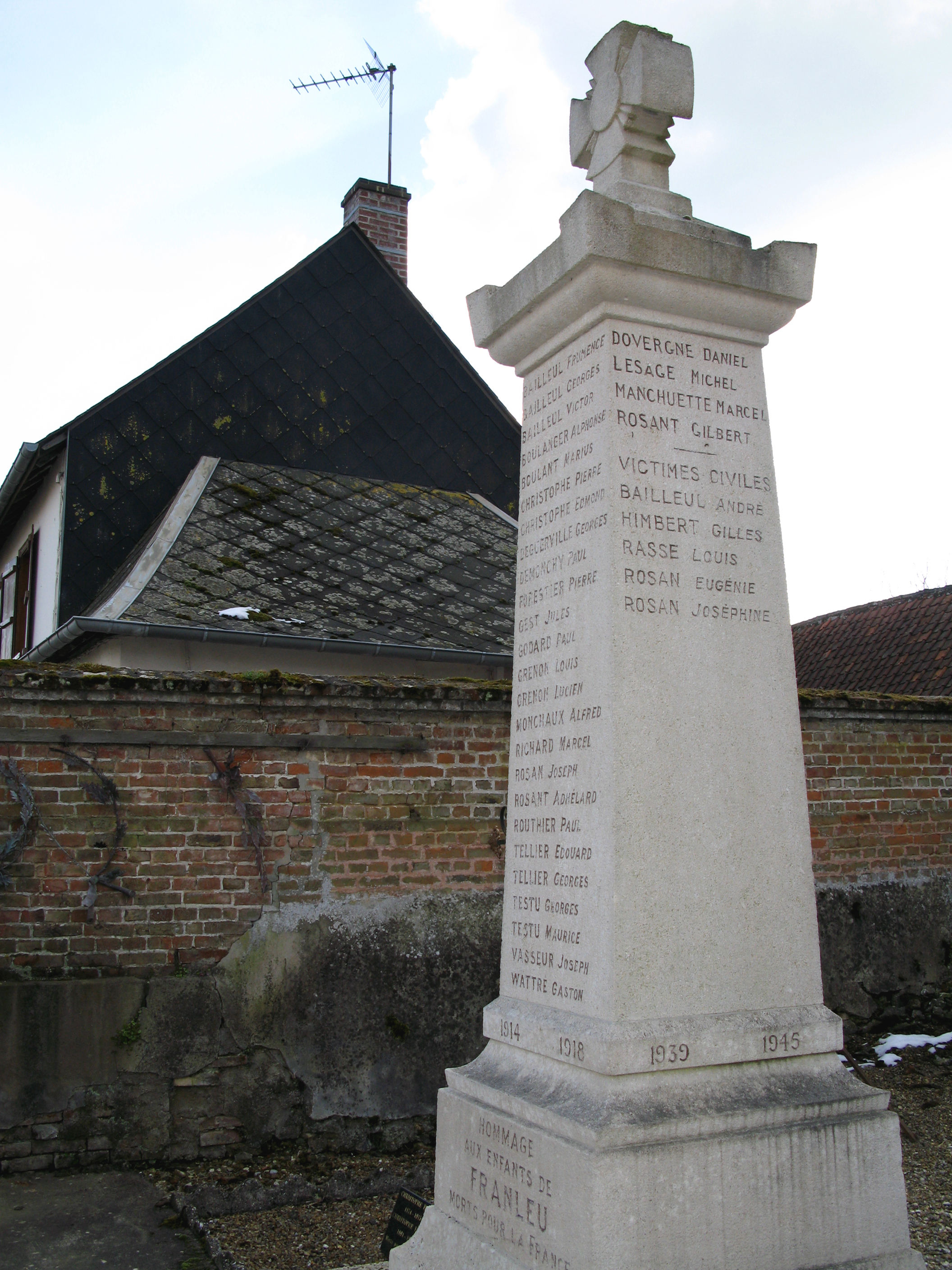
Le monument aux morts[30].
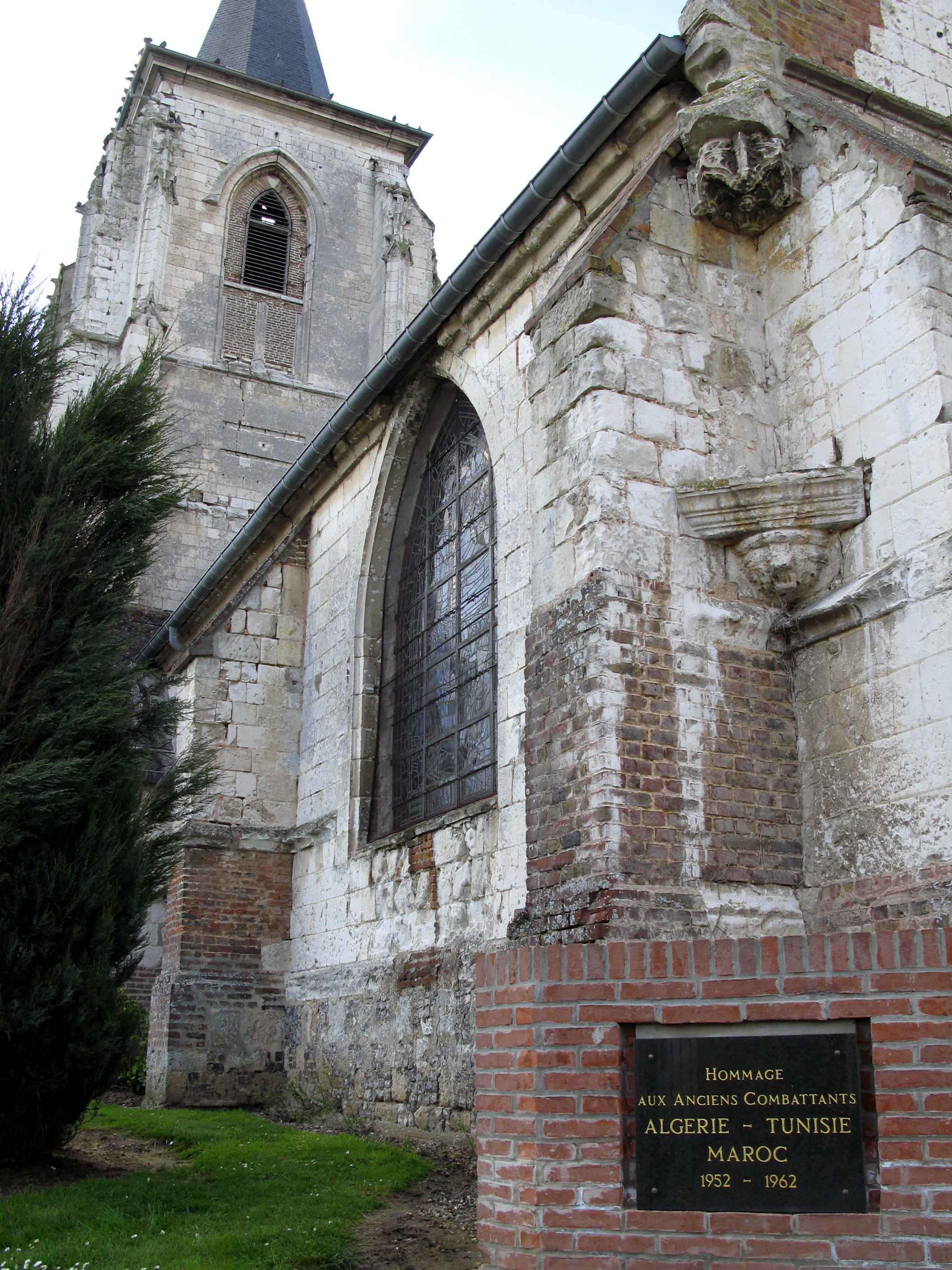
La petite stèle de brique avec plaque de marbre, derrière l'église[30].
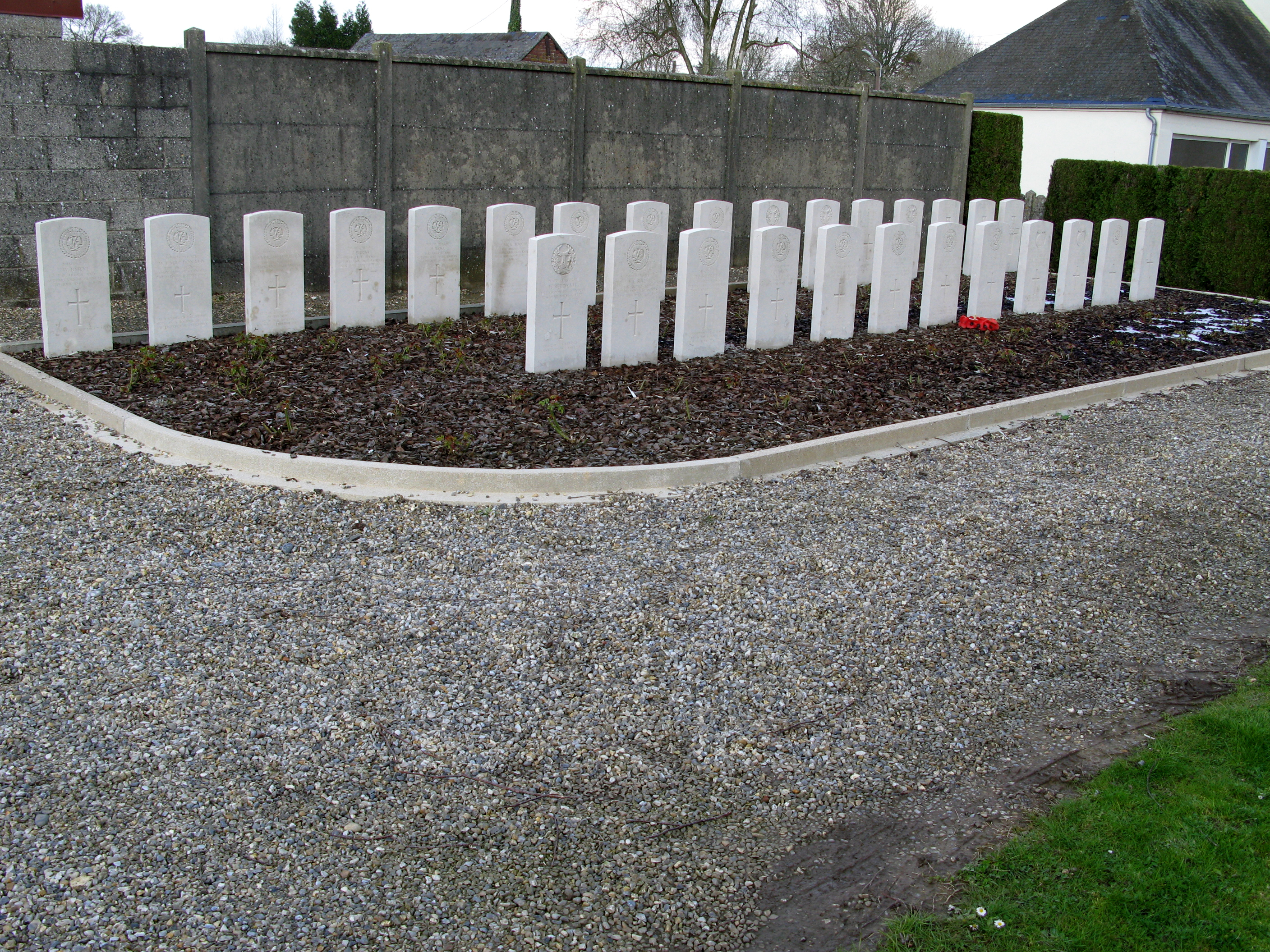
L'ensemble des tombes du carré militaire[30].
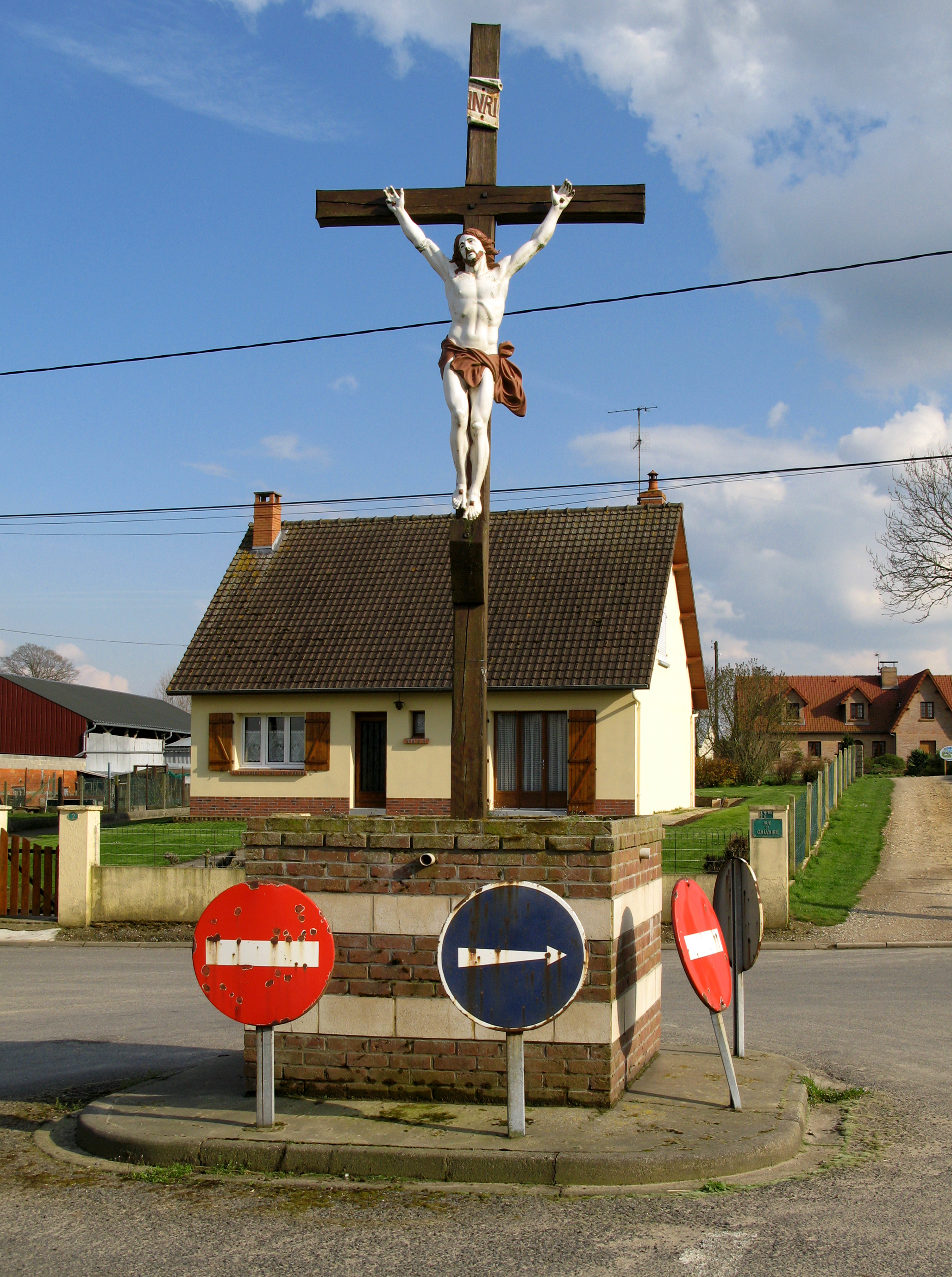
Calvaire dressé face à la rue de l'Église menant au centre du village.

### Personnalités liées à la commune
- Antoinette Mallet[pourquoi ?], religieuse, qui fonda en 1464 l'ordre des Sœurs grises d'Abbeville[réf. nécessaire].
- Jeanne de Chauny, religieuse, missionnaire en Afrique au début du XXe siècle, issue de la famille Mallet de Chauny demeurant au château de Franleu. Madame Joséphine de Chauny et son autre fille, mademoiselle Marie de Chauny, ont été très dévouées pour l'église et faisaient alors le catéchisme[réf. nécessaire].

Les seigneurs successifs, dont les noms nous sont parvenus sont
- 1383 : Guérard d'Abbeville, chevalier, sire de Boubers.
- 1430 : Mathieu Avisse, écuyer.
- 1445 : Jean Avisse, écuyer.
- 1475 : Pierre Avisse, écuyer.
- 1520 : Mathieu Avisse, écuyer.
- 1556 : Pierre Avisse, écuyer, capitaine du guet à Abbeville.
- 1560 : Jean de Paillard, chevalier de l'ordre du roi, gentilhomme de sa chambre et gouverneur de Beauvais.
- 1594-1635 : Guillaume III de Melun, prince d'Épinoy, connétable et sénéchal de Flandre, grand bailli du Hainaut, chevalier de la Toison d'or.
- 1635-1679 : Alexandre Guillaume de Melun, prince d'Épinoy, connétable héréditaire de Flandre, sénéchal de Hainaut, grand bailli du Hainaut, gouverneur de Tournai, chevalier des ordres du roi.
- 1679-1704 : Louis Ier de Melun, prince d'Epinoy, maréchal de camp.
- 1704-1724 : Louis II de Melun, duc de Joyeuse, prince d'Epinoy, lieutenant général de la province de Picardie, mestre de camp du régiment de Royal-Cavalerie. Mort sans postérité, le 31 juillet 1724, sa sœur hérita de Franleu.
- 1725 : Anne-Julie-Adélaïde de Melun, femme de Louis-François-Jules de Rohan, prince de Soubise.
- 1490 : Charles de Rohan, prince de Soubise, maréchal de France.
- En 1688, Jean de Vaudricourt, écuyer, seigneur de Laleu, demeurait à Franleu.